# The Black Cauldron
The Black Cauldron — графическая адвенчура по мотивам одноимённого мультфильма, разработанная и изданная компанией Sierra On-Line в 1986 году для платформ DOS, Amiga, Apple II и Atari ST.
Ведущий разработчик — Эл Лоу.

## Сюжет
Сюжет в целом ближе к мультфильму «Чёрный котёл», нежели к литературной первооснове — серии романов «Хроники Придейна» Ллойда Александера.
Игрок, управляя главным действующим персонажем мультфильма — юным свинопасом Та́раном, должен остановить злобного Рогатого Короля, разыскивающего Чёрный котёл, который, по преданию, наделяет владельца магическими способностями воскрешать нежить.
В начале игры Таран доставить свинью Хен Вен, обладающую даром предсказания и способную указать на местонахождение Чёрного котла, в земли фей. В процессе путешествия свинью может похитить дракон Рогатого Короля. Если это произойдёт, Таран будет вынужден отправиться в его замок и спасти свинью. В замке Таран встречает принцессу Айло́нви и менестреля Ффлю́ддура Ффлама, и находит магический меч.
Котёл находится во владении трёх ведьм, которые готовы обменять его на меч. Однако в процессе обмена появляется дракон и похищает котёл. Таран снова вынужден отправиться в замок, чтобы сразиться с самим Рогатым Королём.
Сюжет допускает несколько развилок в повествовании и имеет несколько концовок, зависящих от действий игрока.

## Игровой процесс
Игровой процесс похож на другие приключенческие игры Sierra того времени, например, Space Quest I: The Sarien Encounter или King’s Quest III: To Heir Is Human.
Ключевой особенностью игры является отсутствие текстового интерпретатора, а команды игрока производятся через нажатие клавиш — это изменение продиктовано в основном потому, что игровой аудиторией The Black Cauldron должны были стать дети. Таран может двигаться, использовать предметы и говорить с другими персонажами. Решение большинства загадок сводится к нахождению различных вещей. Другое отличие от остальных представителей жанра — наличие множества альтернативных концовок.
Однако, несмотря на ориентацию на детскую игровую аудиторию, стиль адвенчур Sierra по-прежнему не прощает игроку ошибок: персонаж мог умереть от неявно обозначенных причин, включая жажду, голод, отравление или смерть в бурном потоке реки. Усугубляло это то, что в игре присутствовал только один слот для сохранения; если игрок выполнял неправильную с точки зрения дизайнеров последовательность действий, его мог ждать тупик с невозможностью продвинуться дальше по сюжету. В таких случаях игроку приходилось начинать всё заново.

## Критика
Журнал Antic в 1987 году критиковал версию для Atari ST как «типичный пример программы, созданной для нового компьютера, не использующего все возможности ST», ссылаясь на графику низкого разрешения, «явно портированную с другой платформы». Однако, в заключении журнал рекомендовал игру всем фанатам приключенческих игр Sierra.